# Битольская надпись

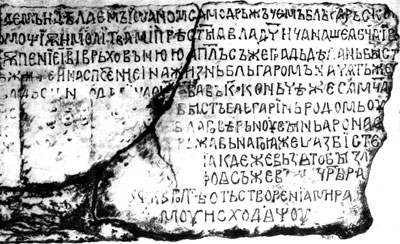
Битольская надпись

Битольская надпись (макед. Битолски натпис, Битолска плоча, болг. Битолски надпис, ст.‑слав. Битольско напьсаниѥ) — кириллическая средневековая надпись на староболгарском языке, выбитая на мраморной плите. Была обнаружена в македонском городе Битола в 1956 году, когда разрушали давно покинутую Чаушскую мечеть, построенную в 1522 году. Первоначально мраморная плита стояла на стенах крепости возле города, вторично использовалась турками как порог внутренней части мечети. В ней рассказывается о строительстве крепости в Битоле по указу болгарского царя Ивана Владислава. Впрочем, некоторые учёные не соглашаются с данной датировкой и полагают, что надпись была выполнена при царе Иване Асене II, но  Иван Асен II (1218-1241), в отличие от упомянутого в надписи царя Ивана, не был сыном князя Арона и племянником царя Самуила (980-1014), к тому же год создания надписи (1015) и упомянутые в ней события (битвы у Штипона (986) и Ключа (1014)) четко и недвусмысленно подчеркнуты в самой надписи. В надписи говорится, что Иван, самодержец болгарский, с помощью и молитвами Пресвятой Богородицы и под покровительством апостолов, начал укреплять город Битола ради спасения болгар 20 октября, а также, что самодержец был родом болгарин, внуком Николы и Рипсимии, сыном Арона, брата самодержавного царя Самуила, что Арон и Самуил разбили у Штипона греческого царя Василия, и что сам Самуил потерпел поражение в Ключе от Василия в 6522 году и умер в том же году. По мнению Йордана Заимова надписи предшествовала строка, датировавшая начало строительных работ в Битоле 1015 годом. Согласно Владимиру Мошину строительство крепости начато в 1016 году. Сам Иван Владислав называет себя в надписи только Иваном, что привело македонских историков к заявлению о том, что надпись была выполнена при царе Иване Асене II, так как в противном случае рушится гипотеза македонского характера царства Самуила. Однако Иван Асен II был сыном старого царя Асеня, а не сыном княза Арона. В надписи Иван Владислав говорит о своем болгарском происхождении, а свой народ называет болгарами. Согласно ей же, при болгарском царе Иване Владиславе после падения Охрида в 1015 году, Битола стала столицей Первого Болгарского царства.

## Текст
Текст приводится по реконструкции Владимира Мошина и Йордана Заимова:
† Въ лѣто Ѕ ҃Ф ҃К ҃Г ҃ (1015) отъ створєнїа мира обнови сѧ съ градь ꙁидаємъ и дѣлаємъ Їѡаном самодрьжъцємъ блъгарьскомь и помощїѫ и молїтвамї прѣс ҃тꙑѧ влад ҃чицѧ нашєѧ Б ҃чѧ ї въꙁ()стѫпєнїє І ҃В ҃ (12) ı връховънюю ап ҃лъсъ жє градь дѣлань бꙑсть на оубѣжищє и на сп҃сєнѥ ї на жиꙁнь бльгаромъ начѧть жє бꙑсть градь сь Битола  м ҃ца окто ҃вра въ К ҃(20). Конъчѣ жє сѧ м ҃ца ... исходѧща съ самодрьжъць бꙑстъ бльгарїнь родомь оуноукъ Николꙑ жє ї Риѱимиѧ благовѣрьноу сꙑнь Арона Самоила  жє брата сѫща ц ҃рѣ самодрьжавьнаго іажє ı раꙁбїстє въ Щїпонѣ грьчьскѫ воїскѫ ц ҃рѣ Васїлїа кдє жє вꙁѧто бꙑ ꙁлато ... фоѧ съжєв ... ц҃рь раꙁбїєнъ бꙑ ц҃рѣмь Васїлїємь Ѕ ҃Ф ҃К ҃В ҃ (1015) г. лтѣ оть створєнїѧ мира ... їоу съп() лѣтоу сємоу и сходѧщоу